# (655) Briseïs

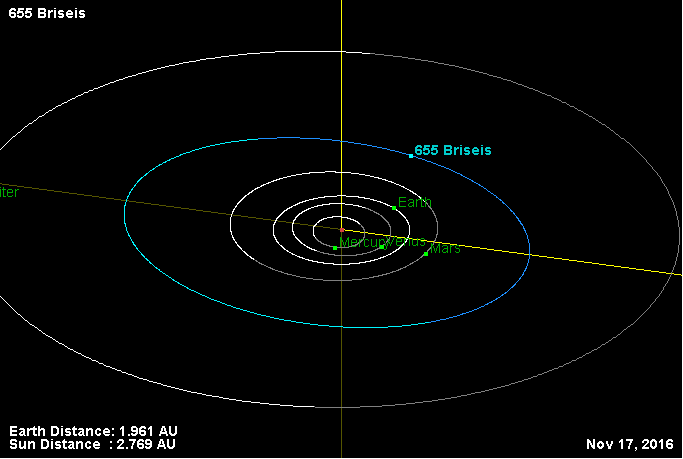
Orbita planetoidy 655

(655) Briseïs – planetoida z grupy pasa głównego okrążająca Słońce w ciągu 5 lat i 63 dni w średniej odległości 2,99 j.a. Została odkryta 4 listopada 1907 roku w Taunton (Massachusetts) przez Joela Metcalfa. Nazwa planetoidy pochodzi od Bryzejdy, która była córką kapłana Bryzesa oraz branką Achillesa w mitologii greckiej i Iliadzie. Przed jej nadaniem planetoida nosiła oznaczenie tymczasowe (655) 1907 BF.